# Taberno
Taberno és una localitat de la província d'Almeria. L'any 2005 tenia 1.085 habitants. La seva extensió superficial és de 44 km² i té una densitat de 24,7 hab/km². Les seves coordenades geogràfiques són 37° 28′ N, 2° 04′ O. Està situada a una altitud de 704 metres i a 128 quilòmetres de la capital de la província, Almeria.

## Demografia
| 1996  | 1998  | 1999  | 2000 | 2001 | 2002  | 2003  | 2004  | 2005  | 2006  |
| ----- | ----- | ----- | ---- | ---- | ----- | ----- | ----- | ----- | ----- |
| 1.023 | 1.002 | 1.002 | 974  | 990  | 1.012 | 1.032 | 1.081 | 1.085 | 1.106 |